# Вихренко Іван Гнатович
Іва́н Гна́тович Вихре́нко (11 січня 1939, Баланівка — 20 лютого 2004, Чернівці) — український художник монументально-декоративного мистецтва; член Спілки радянських художників України з 1990 року.

## Біографія
Народився 11 січня 1939 року в селі Баланівці (нині Гайсинський район Вінницької області, Україна). Протягом 1955—1960 років навчався на відділенні художньої обробки металу у Вижницькому училищі прикладного мистецтва у Олекся Шишкіна, Зої Шишкіної, Якова Очеретька.
З 1960 року жив і працював у Чернівцях. Протягом 1963—1968 років продовжив здобувати мистецьку освіту на відділені художньої обробки скла у Львівському інституті прикладного та декоративного мистецтва у Еммануїла Миська, Івана Самотоса, Івана Скобала. Дипломна робота — декоративна композиція «Будівники», рельєфно-просторовий вітраж (керівник Роман Мартинюк, оцінка — відмінно).
Протягом 1968—1990 років працював на Чернівецькому художньо-виробничому комбінаті. Мешкав у Чернівцях у будинку на вулиці Стасюка, № 23, квартира № 88. Помер у Чернівцях 20 лютого 2004 року.

## Творчість

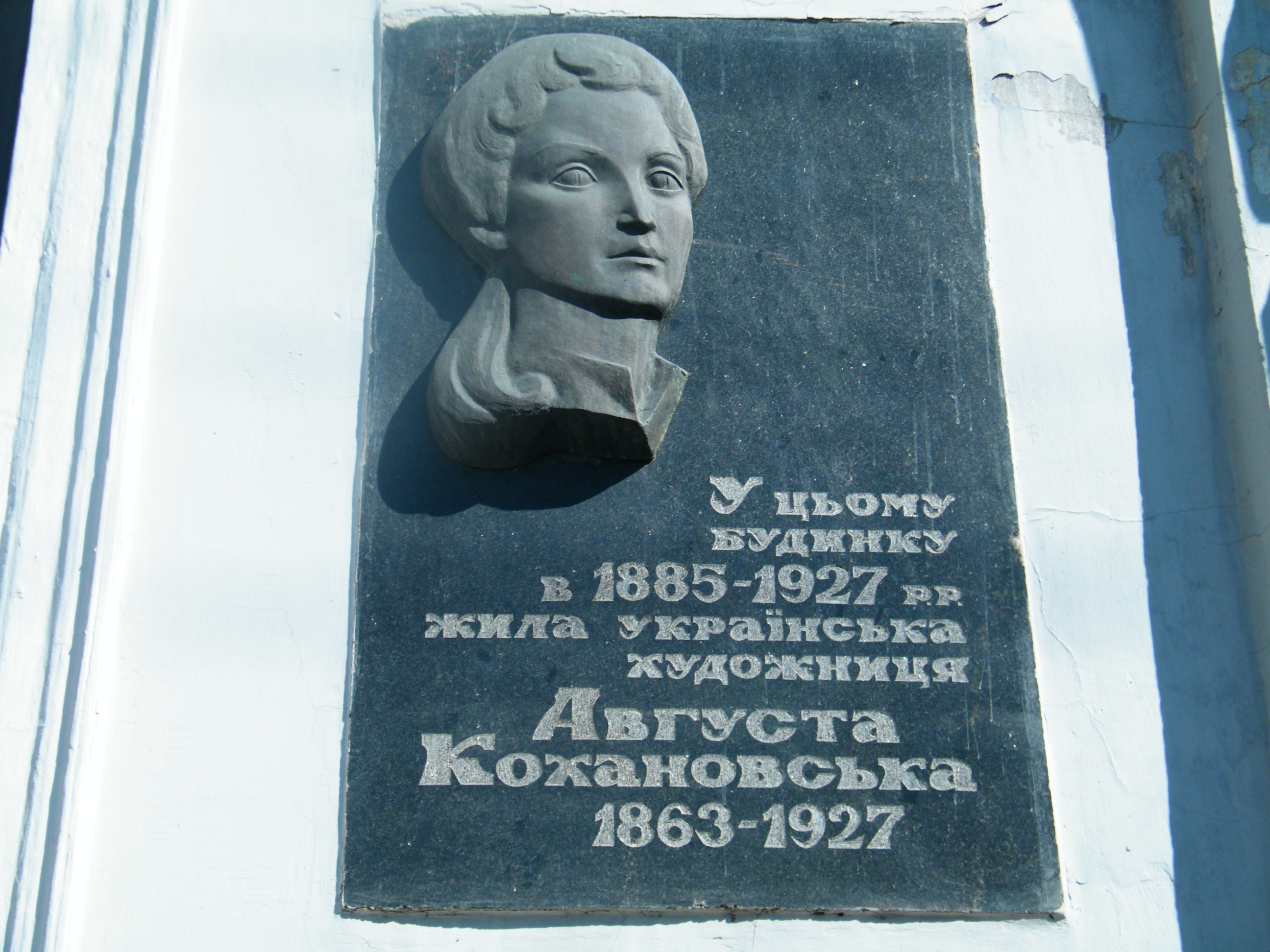
Меморіальна дошка Августі Кохановській.

Працював у монументально-декоративного мистецтва, створював мозаїки, вітражі, рельєфи, меморіальні дошки. Серед робіт:
- рельєфи у Чернівцях: «Музиканти» (готель «Буковина»), «Пошта» (1972, головпоштамт), «Червень» (1978, кафе «Буковина»), «Весна» (1985, у співавторстві);
- мозаїки у Чернівцях «Квітуй, Буковино» (1983, у співавторстві з Артемієм Присяжнюком), «Юність» (1989, будинок навчального корпусу ПТУ № 13);
- вітражі «Свято» (1981, інтер'єр обрядового залу села Подвірного), «Буковина» (1997, інтер'єр Чернівецького обласного управління Міністерства внутрішніх справ);
- меморіальні дошки у Чернівцях Августі Кохановській (1983), Юрію Федьковичу, Олегу Ольжичу, Василю Симоненку.

Брав участь в обласних, всеукраїнських та міжнародних мистецьких виставках з 1971 року.